# Homo Delphinus
Homo Delphinus est un ouvrage largement autobiographique de l'apnéiste Jacques Mayol, paru en Italie en 1983 (et en 1986 en France  (ISBN 2-7234-0732-2)). L'auteur y décrit sa rencontre avec un dauphin (nommée clown) du Seaquarium de Miami en Floride dans les années 1950. Son interaction avec le cétacé est une véritable révélation qui inspire toute la vie de l'auteur et le livre qui en fait écho.
Fasciné par les capacités d'apnée des mammifères marins, il s'intéresse également aux autres formes d'apnées rencontrées dans le monde animal, pour enfin se pencher sur les problèmes rencontrés par l'homme sous l'eau, y compris lors de la gestation. Narrant sa vie de plongeur et de chercheur, il y développe une théorie faisant état d'une meilleure adaptation de l'homme au monde aquatique par diverses méthodes, toujours inspirées par les dauphins.
Il y prédit alors que bientôt l'homme franchira la barre des 200 m en apnée et pourra tenir plus de 10 min sans respirer. Or en 2007, le record absolu de plongée no limit est porté à 214 m par Herbert Nitsch et le temps maximum en apnée statique est porté à 11 min 35 s en 2009 par Stéphane Mifsud.